# Adrian Jacobsen

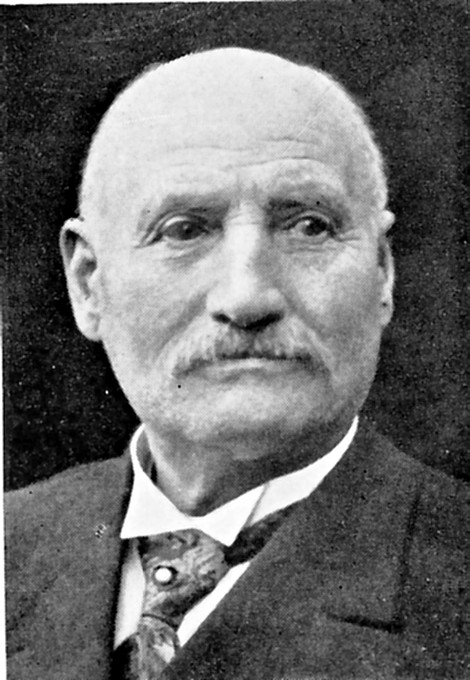
Adrian Jacobsen.

Johan Adrian Jacobsen, född den 9 oktober 1853 på Risö nära Tromsö, död den 18 januari 1947 i Tromsö, var en norsk upptäcktsresande och museiman. 
Jacobsen förde fyra år eget fartyg för havsfiske utmed Finnmarkens och Spetsbergens kuster, företog långväga handelsfärder över haven och engagerades 1877 av Hagenbecks zoologiska trädgård i Hamburg för en resa till Grönland, för att där göra etnografiska samlingar och därifrån överföra ett antal eskimåfamiljer till Europa. I liknande syfte gjorde Jacobsen sedermera resor till Lappland, Patagonien och Labrador. Från en 1881-1883 för Museum für Völkerkunde i Berlin företagen färd utefter Nordamerikas västkust från Mexiko till Berings sund hemförde han en etnografisk samling, som var den utan jämförelse största i Europa från dessa trakter. År 1884 gjorde han en ny resa utmed Sibiriens kust till Sachalin, Korea och Japan samt 1887 likaledes för samma institution en resa till Indiska arkipelagen. År 1890 utnämndes han till "kustos" för Museum für Deutsche Volkstrachten i Berlin. År 1891 engagerades han av Bergens museum för att samla etnografiska föremål i Norge. På Chicagoutställningen 1893 uppträdde Jacobsen med samlingar från 25 utomeuropeiska folkslag. Dessa föremål bildade grundstenen för Field Columbian-museet. Sina dyrbara privatsamlingar skänkte Jacobsen 1908 till Kristianiamuseet. Jacobsen författade Reise an der nordwestküste Amerikas (1884), Eventyrlige Farter (1894) och Reise in der Inselwelt des Banda-Meeres (1896).